# 패래매시
패래매시(타타르어: пәрәмәч) 또는 배래메스(바시키르어: бәрәмес)는 타타르·바시키르 전통 튀긴 고기 파이이다.

## 이름
- 러시아어: 벨랴시(беляши)
- 바시키르어: 배래메스(бәрәмес), 와크 밸레시(ваҡ бәлеш)
- 타타르어: 패래매시(пәрәмәч), 와크 밸레시(вак бәлеш)

## 만들기
밀가루에 우유, 버터, 설탕, 소금, 효모를 넣고 반죽한다. 고기 소는 다진 쇠고기나 양고기에 다진 양파를 넣고 섞어 만든다. 반죽을 밀대로 밀어 납작하게 만든 다음 소를 채우고, 완전히 봉하지 않고 가운데 구멍을 남겨둔 모양으로 기름에 튀겨 낸다.

## 사진

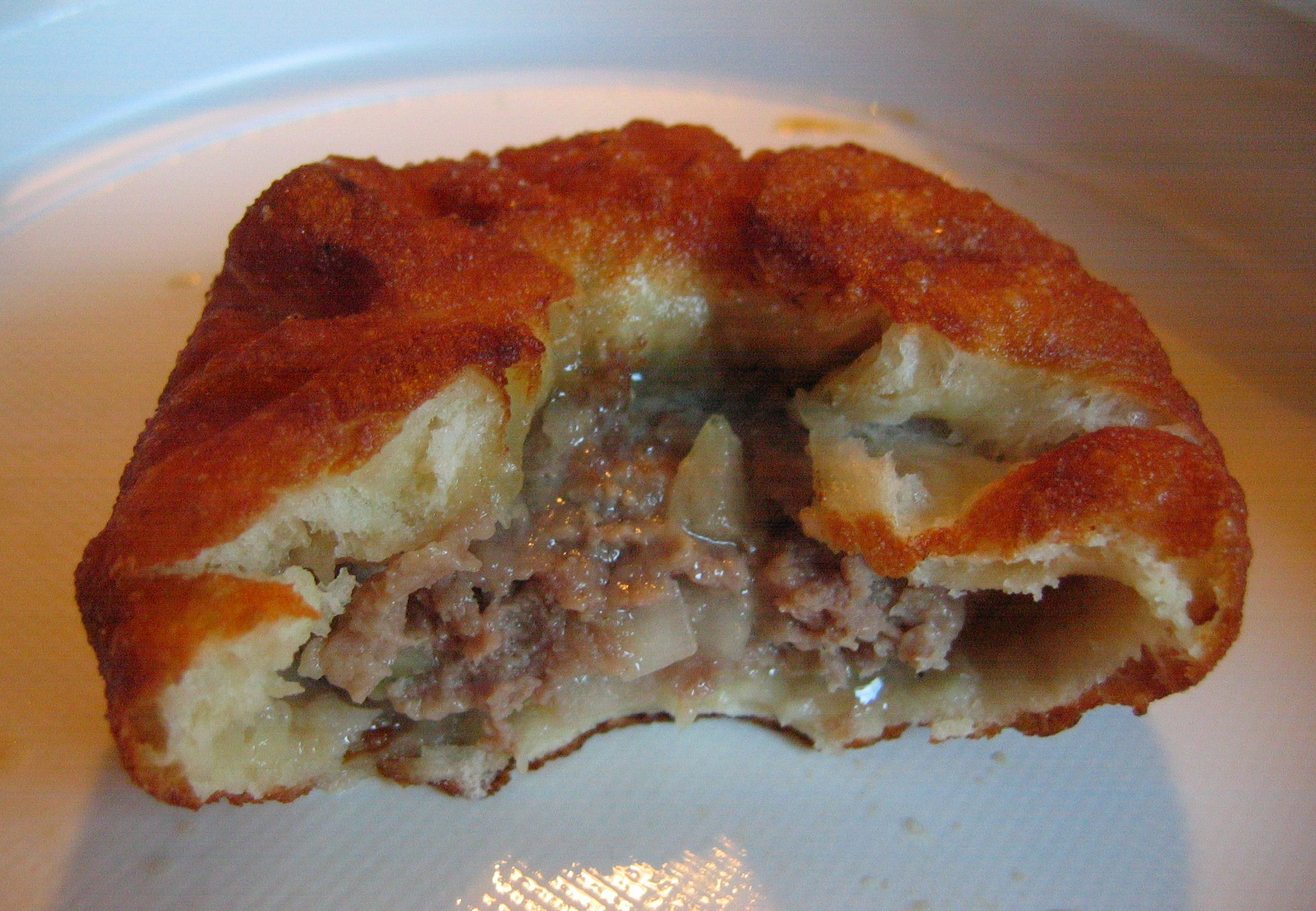
단면

## 같이 보기
- 외시포시마크
- 반죽 튀김 목록